# Vickers F.B.5
O Vickers F.B.5 (de Fighting Biplane 5), conhecido como "Gunbus" foi um biplano militar britânico de configuração por impulsão de dois lugares utilizado na Primeira Guerra Mundial. O F.B.5 estava armado com uma única metralhadora Lewis, calibre .303" (7,7 mm) operado pelo observador/artilheiro na parte da frente da nacele, foi a primeira aeronave construída especificamente para combate ar-ar a entrar em serviço, tornando-se o primeiro caça operacional do mundo.

## Projeto e desenvolvimento

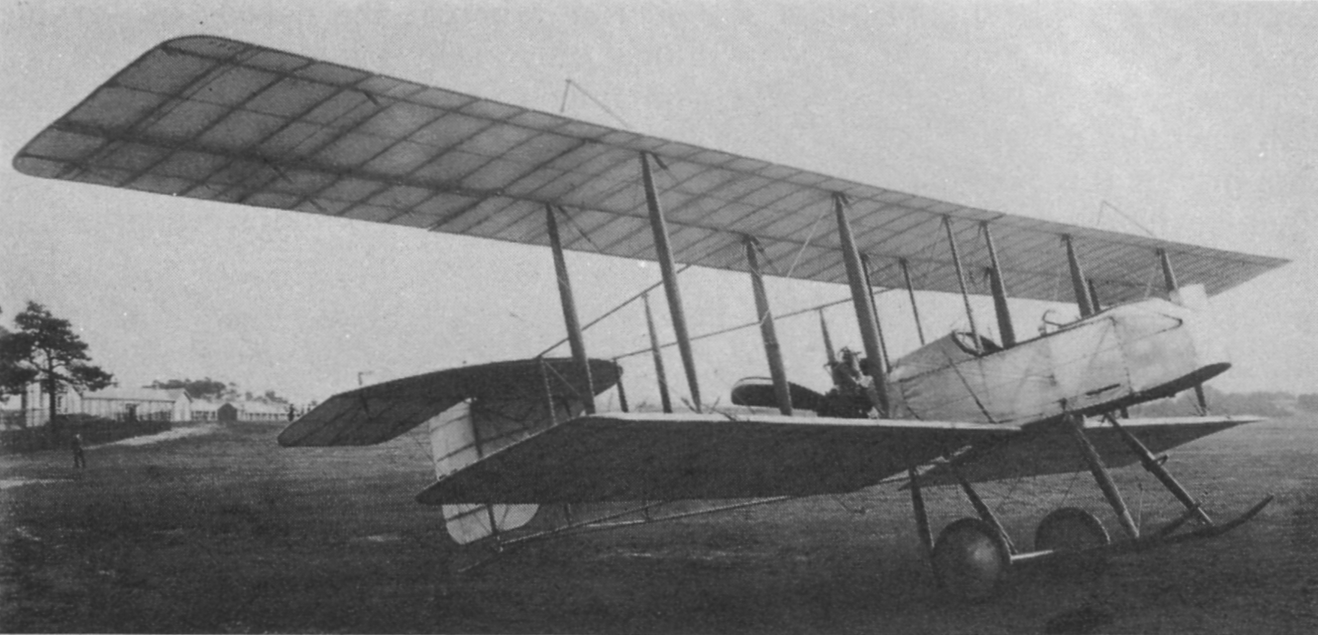
F.B.6.

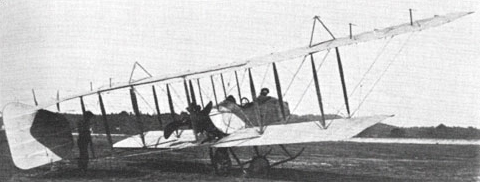
F.B.6.

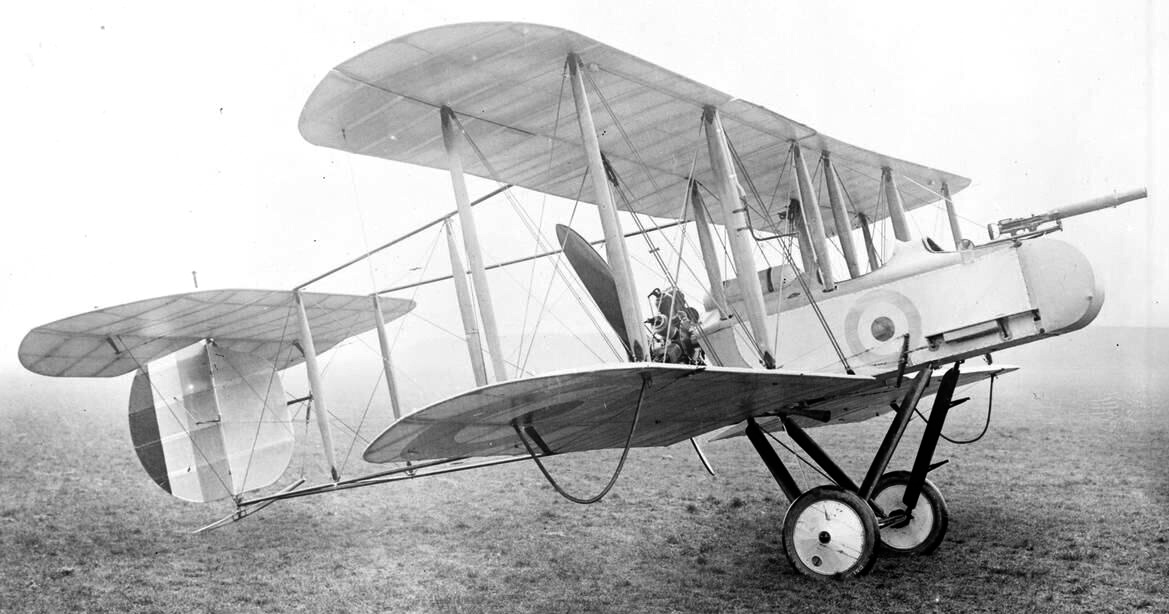
F.B.9.

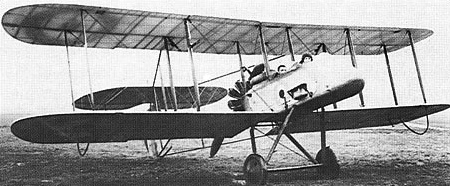
F.B.9.

A Vickers começou a experimentar o conceito de um avião de guerra armado projetado para destruir outras aeronaves em 1912. A primeira aeronave resultante foi o "Destroyer" (mais tarde designado "Vickers E.F.B.1"), que foi mostrado no Olympia Aero Show em fevereiro de 1913, mas caiu em seu voo inaugural. Esta aeronave usava a configuração por impulsão "Farman", para evitar o problema de disparar através de uma hélice presente nos aviões de configuração por tração, e estava armada com uma única metralhadora Vickers alimentada por correia.
A Vickers continuou a buscar o desenvolvimento de biplanos por impulsão armados, e seu projetista chefe, Archie Low, elaborou um novo projeto, o "Vickers Type 18", ou Vickers E.F.B.2. Este era um biplano de dois lugares movido por um único motor giratório de nove cilindros Gnome Monosoupape de 80 cv (60 kW); a aeronave possuía estrutura em tubo de aço, com asas e cauda revestidas de tecido, e nacele revestida de duralumínio com grandes janelas de celulóide nas laterais. As asas de envergadura desigual eram não escalonadas (exatamente superpostas), com controle lateral por empenamento de asas, enquanto a aeronave tinha um grande plano de cauda semicircular. O armamento permaneceu como uma única arma Vickers montada no nariz da nacele, com movimento limitado e uma visão muito ruim para o atirador. O E.F.B.2 fez seu primeiro vôo em Brooklands em 26 de novembro de 1913. Ele foi logo seguido pelo E.F.B.3, movido por um motor semelhante, mas usando ailerons em vez de empenamento das asas, e com asas de envergadura igual, enquanto a nacela omitiu as grandes janelas instaladas no E.F.B.2.
A metralhadora alimentada por correia mostrou-se problemática, e a arma foi trocada por uma metralhadora Lewis de .303" (7,7 mm), mais leve e mais prática, alimentada por tambor.
O FB5 voou pela primeira vez em 17 de julho de 1914. Ele era movido por um único motor giratório de nove cilindros Gnome Monosoupape de 100 cv (75 kW) acionando uma hélice de duas pás e tinha um design simples, limpo e convencional em comparação com seus antecessores . No total, 224 F.B.5 foram produzidos, 119 na Grã-Bretanha pela Vickers, 99 na França e seis na Dinamarca.

## Variantes
F.B.6
O Vickers F.B.6 foi um desenvolvimento do F.B.5 com uma extensão aumentada na asa superior. Apenas um foi construído.
F.B.9
Um desenvolvimento posterior do F.B.5, o Vickers F.B.9, tinha uma nacele mais aerodinâmica e uma montagem para o armamento em forma de anel aprimorada (versões Vickers e Scarff) para a arma Lewis. Cinquenta foram entregues às unidades de treinamento do Royal Flying Corps. Alguns serviram em esquadrões compostos por F.E.2b enquanto esperavam por suas novas aeronaves entre o final de 1915 e o início de 1916.

## Histórico operacional
O primeiro F.B.5 foi entregue ao No. 6 Squadron do Royal Flying Corps (RFC) em Netheravon em novembro de 1914. Em 25 de dezembro, o primeiro uso do F.B.5 em ação ocorreu, quando o F.B.5 No. 664 decolou do aeródromo Joyce Green para enfrentar um monoplano alemão Taube, atingindo o Taube (e possivelmente causando sua queda) com balas incendiárias de uma carabina depois que a metralhadora Lewis emperrou. Dezoito dias depois, a mesma tripulação de voo, os segundos tenentes M. R. Chidson e D. C. W. Sanders, voando o primeiro F.B.5 na França, nº 1621, foram forçados a pousar atrás das linhas alemãs, e o novo avião caiu em mãos inimigas.
O F.B.5 começou a ser visto na Frente Ocidental quando o primeiro exemplar alcançou o No. 2 Squadron em 5 de fevereiro de 1915. O tipo serviu em unidades individuais e duplas com várias outras unidades antes do No. 11 Squadron se tornar o primeiro esquadrão de caça do mundo quando, totalmente equipado com o F.B.5, foi implantado em Villers-Bretonneux, França em 25 de julho de 1915. O Segundo Tenente G.S.M. Insall do 11º Esquadrão ganhou a Victoria Cross por uma ação em 7 de novembro de 1915, na qual destruiu uma aeronave alemã enquanto pilotava um Gunbus. O No. 18 Squadron RFC, implantado na França em novembro de 1915, também operou exclusivamente o F.B.5.
As primeiras aeronaves foram equipadas co motoresm "Monosoupapes" de fabricação britânica, que se provaram menos confiáveis do que os motores de construção francesa, enquanto muito trabalho foi feito antes que um suporte de metralhadora útil se tornasse disponível. Embora sua metralhadora atirando para frente fosse uma grande vantagem, o caça não tinha a velocidade ou razão de subida para perseguir sua presa; assim, o desempenho do F.B.5 provou ser inadequado para a função pretendida. Isso pode ser ilustrado observando que apenas um único piloto/equipe de observadores, Lionel Rees e James McKinley Hargreaves tornaram-se ases voando esse tipo de avião.
No final de 1915, a aeronave foi superada pelo Fokker Eindecker. Exemplares de Vickers F.B.9 aprimorados foram enviados para a França, dependendo de suprimentos suficientes do Royal Aircraft Factory F.E.2b, mas a carreira ativa do "Gunbus" acabou logo. Os exemplares restantes foram usados principalmente como treinadores.

### Legado
A empresa Vickers persistiu com um programa experimental ativo durante o período da Primeira Guerra Mundial, incluindo uma linha de caças monopostos por impulsão que culminou no Vickers FB26 Vampire de 1917-1918, mas o F.B.5 permaneceu sendo sua única aeronave de produção significativa até o advento do bombardeiro Vickers Vimy, que entrou em serviço tarde demais para afetar a guerra.
Apesar de sua eficácia moderada, o Vickers F.B.5 teve um legado duradouro, já que os pilotos alemães continuaram a se referir aos aviões por impulsão britânicos como "tipo-Vickers". Muitas vitórias sobre os modelos "D.H.2" ou "F.E.2b" foram relatadas como abate de um "Vickers".
Uma réplica em condições de voo do F.B.5 Gunbus foi concluída em 1966 e voou até o final de 1968. Fazia parte em 2014 de uma exposição no Royal Air Force Museum em Hendon, perto de Londres.

## Variantes
E.F.B.2 (Vickers Type 18)
Protótipo de caça monomotor de dois lugares com motor giratório Gnome Monosoupape de 100 hp (75 kW). Ele tinha uma ligeira saliência nas asas superiores e controles de rolagem por "arqueamento das asas". Sua nacele tinha grandes janelas de celulóide e o armamento era uma única metralhadora Vickers. Um construído.
E.F.B.3 (Vickers Type 18B)
Caça revisado, com asas de envergadura igual, controles de aileron e nacele revisada sem janelas. Um construído.
E.F.B.4
Projeto proposto de layout semelhante ao "Destroyer" - não construído.
E.F.B.5
Desenvolvimento aprimorado do E.F.B.3. Seis construídos para RFC e RNAS.
F.B.5
Versão de produção do EFB5 com superfícies retangulares da cauda. Ao menos 120 construídos pela Vickers, com 75 construídos pela Darracq na França e 12 pela "Tøjhusvoerkstedt"("Oficina do Arsenal Dinamarquês"), totalizando pelo menos 207.
F.B.6
Aeronave de pré-produção, diferindo do E.F.B.5 por ter asas de envergadura desiguais revisadas com grande projeção e ailerons apenas na asa superior. Um construído.
F.B.9
Derivado aprimorado do FB5, com asas e cauda revisadas, nacele mais aerodinâmica, um novo material rodante tipo "V" e usando reforços de cabos aerodinâmicos (lisos) em vez de cabo convencional (trançado). 95 construídos pela Vickers e 24 pela Darracq, 119 no total.
F.B.10
Desenvolvimento proposto com motor Isotta Fraschini de 100 hp (75 kW). Não construído.
S.B.1
Projeto de 1914 para treinador com controlesduplo baseado no "E.F.B.3" e impulsionado por um motor radial Anzani de 100 hp (75 kW). Não construído.

## Operadores

### Militares
Dinamarca
- Tidligere Flyverstaben (na época: "Estado-Maior da Aeronáutica")

 Reino Unido
- Royal Flying Corps
  - No. 2 Squadron RFC
  - No. 5 Squadron RFC
  - No. 7 Squadron RFC
  - No. 11 Squadron RFC
  - No. 16 Squadron RFC
  - No. 18 Squadron RFC
  - No. 24 Squadron RFC
  - No. 25 Squadron RFC
  - No. 32 Squadron RFC
  - No. 35 Squadron RFC
  - No. 41 Squadron RFC

## Especificações (Vickers F.B.5)
Dados de: Vickers Aircraft desde 1908
Descrições gerais
- Tripulação: 1 piloto
- Capacidade: 1 observador/artilheiro
- Comprimento: 8,28 m (27 ft)
- Envergadura: 11,13 m (37 ft)
- Altura: 3,35 m (11 ft)
- Área alar: 35,5 m² (382 ft²)
- Peso vazio: 553 kg (1 220 lb)
- Peso bruto (carregado): 930 kg (2 050 lb)

Motorização
- Número de motores: 1x
- Tipo do motor: Gnome Monosoupape, 9 cilindros, gitatório
- Potência por motor: 100 hp (74,6 kW)

Performance
- Velocidade máxima: 110 km/h (68,4 mph)
- Alcance: 400 km (249 mi)
- Autonomia: 4:30[23] hs
- Razão de subida: 1.5 m/s
- Tecto de serviço: 2 700 m (8 860 ft)

Armamentos
- Metralhadoras/canhões: 1 x metralhadora Lewis de .303" (7.7 mm) alimentada a tambor